# Mari Baya
Mari Baya is een bestuurslaag in het regentschap Ogan Komering Ilir van de provincie Zuid-Sumatra, Indonesië. Mari Baya telt 1193 inwoners (volkstelling 2010).